# Yokozuna (banda)
Yokozuna es una banda de rock de la Ciudad de México formada en el 2005 por los hermanos Arturo y Antonio Tranquilino. 

## Historia
El grupo es uno de los grupos con mayor trascendencia independiente en el rock mexicano, debido a sus presentaciones en vivo y la caracterización rebelde y roquera que tiene el dúo musical.
Han tocado en 5 ediciones del festival Vive Latino y en festivales tales como Monkey Week, South by Southwest 2010 y 2013, entre otros. y le han abierto a Mudhoney,  System of a Down, Ghost, Mastodon, Bad Religion, Wolfmother, Molotov, entre otros.'
Han sacado 4 álbumes de estudio y 2 EP en los cuales el más conocido del grupo es el mismo titulado por el nombre de la banda "Yokozuna" del 2008 sacado por "Naranjada Records" en las cuales hay sencillos del grupo conocidos como: "No Mames Que Todavía Sigues Aquí", "Crank", "Abre las Piernas" y "Cielo, Cigarro y Cafe" y "Para que puedas dormir".
En 2013 y 2014 realizaron una gira que los llevaría hasta España para promover su álbum de estudio titulado "Quiero Venganza". 
Su último disco de estudio "NeilYoung" fue grabado en Vesubio 34 y fue producido por Miguel Fraino y Samantha Ambrosio. El álbum salió en 2016 e incluye las canciones "Acidos Amigos" (Grabada en Panoram Studios y con la participación de Ale Moreno de Ruido Rosa) y "¿De que sirve la resistencia?" ( Producida por Teri Gender Bender de Les Butcherettes y con la participación de ella misma en los coros y un solo de guitarra de Omar Rodríguez-Lopez)
La banda anunció que entraba en pausa en 2019

## Integrantes

### Exintegrantes
- Arturo Tranquilino - vocalista, guitarra
- José Antonio Tranquilino - batería, trompeta, piano, armónica y vocal de apoyo

## Discografía

### Álbumes de estudio
- 2008: "Yokozuna"
- 2009: "Yokozuna II"
- 2013: "Quiero Venganza"
- 2016: "Neilyoung"

### EP
- 2008: "Yokozuna"
- 2011: "Ribete"

### Compilaciones
- 2011: "Lucifer En La Cama"

### Sencillos
- "Slam y Minifaldas"
- "No Mames Que Todavía Sigues Aquí"
- "Quiero Venganza"
- "Huevos Al Motor"
- "Ya No Queda Nada De Mi Amor"
- "Caliéntame"
- "Prometéa"